# 聖查德教堂 (舒茲伯利)

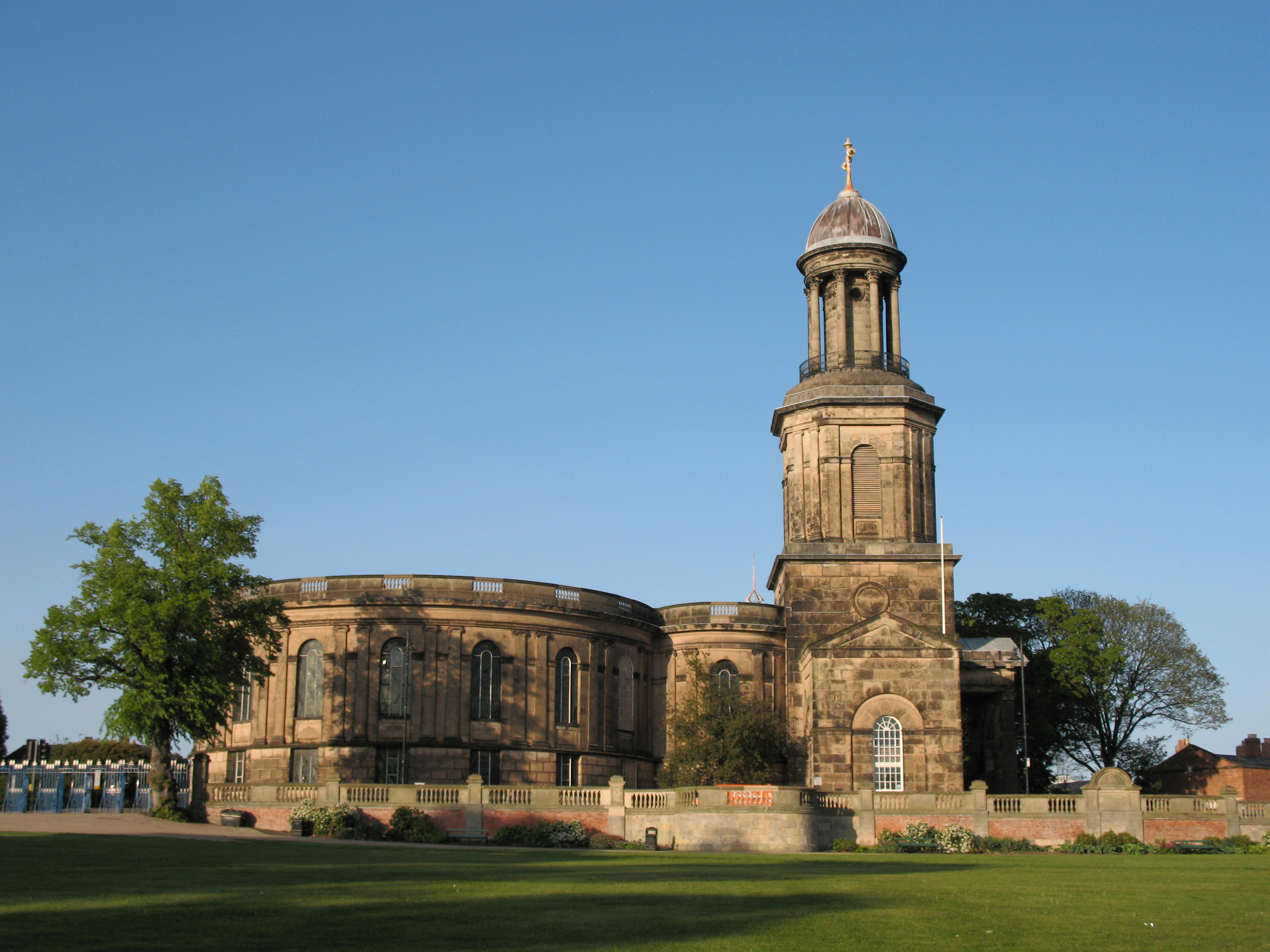
聖查德教堂

聖查德教堂（英語：St Chad's Church）是位於英國英格蘭什羅普郡舒茲伯利的一座英格蘭教會的教堂。現在的教堂建築修建於1792年。這座教堂是英國的I級登錄建築。1809年，查爾斯·達爾文在這裡受洗。2010年，聖查德教堂加入了大教堂網。

## 外部連結
- St Chad's Church web site （页面存档备份，存于）

52°42′26″N 2°45′32″W / 52.70722°N 2.75889°W